# Xylocopa subvirescens
Xylocopa subvirescens är en biart som beskrevs av Cresson 1879. Xylocopa subvirescens ingår i släktet snickarbin, och familjen långtungebin. Inga underarter finns listade i Catalogue of Life.